# Роджер Тейлор (тенісист)
Роджер Тейлор (англ. Roger Taylor; нар. 14 жовтня 1941) — колишній британський тенісист.
Найвищу одиночну позицію світового рейтингу — 8 місце досяг 1970 року (за даними Ленса Тінґея).
Здобув 31 одиночний та 10 парних титулів.
Перемагав на турнірах Великого шолома в парному розряді.
Завершив кар'єру 1980 року.

## Фінали турнірів Великого шолома

### Парний розряд (2 перемоги)
| Результат | Рік  | Турнір                           | Покриття | Партнер        | Суперники                  | Рахунок                 |
| --------- | ---- | -------------------------------- | -------- | -------------- | -------------------------- | ----------------------- |
| Перемога  | 1971 | Відкритий чемпіонат США з тенісу | Трава    | Джон Ньюкомб   | Стен Сміт Ерік ван Діллен  | 6–7, 6–3, 7–6, 4–6, 7–6 |
| Перемога  | 1972 | Відкритий чемпіонат США з тенісу | Трава    | Кліфф Дрісдейл | Овен Девідсон Джон Ньюкомб | 6–4, 7–6, 6–3           |

## Титули за кар'єру

### Одиночний розряд (6)
| Ранг | Дата     | Турнір                                  | Покриття  | Суперник         | Рахунок            |
| ---- | -------- | --------------------------------------- | --------- | ---------------- | ------------------ |
| 1.   | 1963     | Surrey Grass Court Championships        | Трава     | Джайдіп Мукерджа | 10–8, 9–11, 10–8   |
| 2.   | 1967     | Surrey Grass Court Championships        | Трава     | Боббі Вілсон     | 2–6, 6–4, 6–2      |
| 3.   | Кві 1971 | Палермо                                 | Ґрунт     | П'єрр Бартес     | 6–3, 4–6, 7–6, 6–2 |
| 4.   | Лют 1973 | Copenhagen Open                         | Тверде    | Марті Ріссен     | 6–2, 6–3, 7–6      |
| 5.   | Лют 1975 | Roanoke International Tennis Tournament | Закритий  | Вітас Ґерулайтіс | 7–6, 7–6           |
| 6.   | Бер 1975 | Ферфілд                                 | Килим (i) | Сенді Меєр       | 7–5, 5–7, 7–6      |

### Парний розряд (8)
| Ранг | Дата     | Турнір                           | Покриття | Партнер        | Суперник                    | Рахунок                 |
| 1.   | Січ 1969 | Гобарт                           | Трава    | Мал Андерсон   | Тоні Роч Фред Столл         | 7–5, 6–3, 4–6, 1–6, 6–4 |
| 2.   | Лют 1969 | Окленд (Нова Зеландія)           | Трава    | Реймонд Мур    | Мал Андерсон Лейус Тоомас   | 13–15, 6–3, 8–6, 8–6    |
| 3.   | Сер 1969 | Гілверсум                        | Невідоме | Том Оккер      | Ян Кодеш Ян Кукал           | 6–3, 6–2, 6–4           |
| 4.   | Лип 1971 | Ньюпорт                          | Трава    | Кен Роузволл   | Джон Кліфтон Джон Пейш      | 7–5, 3–6, 6–2           |
| 5.   | Вер 1971 | Відкритий чемпіонат США з тенісу | Трава    | Джон Ньюкомб   | Стен Сміт Ерік ван Діллен   | 6–7, 6–3, 7–6, 4–6, 7–6 |
| 6.   | Вер 1972 | Відкритий чемпіонат США з тенісу | Трава    | Кліфф Дрісдейл | Овен Девідсон Джон Ньюкомб  | 6–4, 7–6, 6–3           |
| 7.   | Кві 1973 | Ванкувер                         | Невідоме | П'єрр Бартес   | Том Гормен Ерік ван Діллен  | 5–7, 6–3, 7–6           |
| 8.   | Лип 1977 | Кіцбюель                         | Ґрунт    | Бастер Моттрам | Колін Даудесвелл Кріс Кехел | 7–6, 6–4                |